# ترژاتس (تسازین)
ترژاتس (تسازین) (بوسنیایی: Tržac (Cazin)) یک منطقهٔ مسکونی در بوسنی و هرزگوین است که در استان اونا-سانا واقع شده‌است.